# Juhani Toukonen

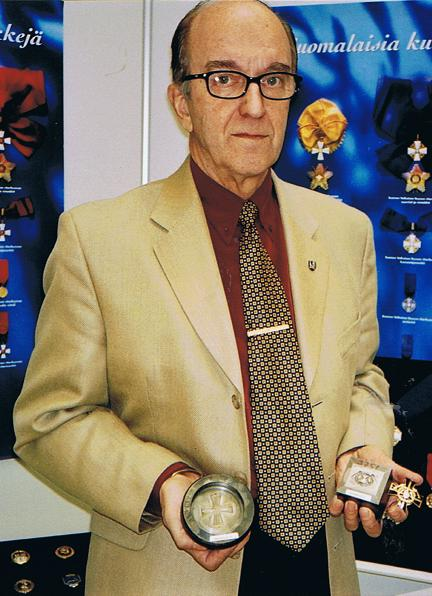
Juhani Toukonen

Juhani (Jussi) Toukonen  (* 23. Oktober 1940 Ilmajoki, Südösterbotten, Finnland) ist ein finnischer Oberstleutnant, Magister der Wirtschaftswissenschaften, Kunstmaler und Heraldiker.

## Militärkarriere
Nach dem Militärdienst absolvierte er die Militärakademie und danach im Aktivdienst wurde er zum Leutnant (1967), zum Oberleutnant (1970), zum Hauptmann (1975), zum Major (1982)  und zum Oberstleutnant (1990) befördert. In die  Reserve ging er 1993. Während des Aktivdienstes studierte er in der Handelshochschule in Helsinki und wurde Magister der Wirtschaftswissenschaften.

## Künstler und Heraldiker

### Kunstmaler
Während der Jugendjahre (1948–1952) erhielt er Privatunterricht im Zeichnen und Malen. Einer seiner Lehrer war Nandor Mikolai. Nach 1957 wurde er von den finnischen Künstlern Oiva Polari, Veikko Takala und Yrjö Mustonen unterrichtet.
Bis zum Jahr 2016 hat Juhani Toukonen etwa 500 Bilder gemalt und hat über 50 Privatausstellungen veranstaltet. In seinen Bildern werden Landschaften, nature morte und Porträts abgemalt. In den Porträts kommen vor z. B. die Präsidentin der Republik Finnland,
Tarja Halonen, und der Marschall von Finnland, Carl Gustaf Emil Mannerheim.

### Heraldiker
Während der Militärkarriere gehörten zu seinen Tätigkeiten auch die Ausarbeitung von Vorschriften darüber, wie die Ehrenzeichen am Militäranzug getragen werden sollen. Darüber hinaus war er Spezialist in heraldischen Fragen.
Als Medaillenheraldiker entwarf er national und international wichtige Ehrenzeichen und Verdienstauszeichnungen, z. B. Medaille für Minenräumer, Ehrenzeichen für Luftabwehr und die Medaillenserie Pro Ilmajoki. Außerdem gehört zu seinen heraldischen Werken das Design von Familienwappen und Hausherrwimpeln. Als Heraldiker arbeitete er auch in finnischen Firmen, die die Medaillen und Ehrenzeichen herstellen.

## Dekorationen
| Bandschnalle | Medaillon               | Datum        |
|              | Ritter I. Klasse SVR R1 | 4. June 1993 |
|              | Ritter II. Klasse SVR R | 4. June 1981 |
| ------------ | ----------------------- | ------------ |

## Kunst und Heraldik von Juhani Toukonen

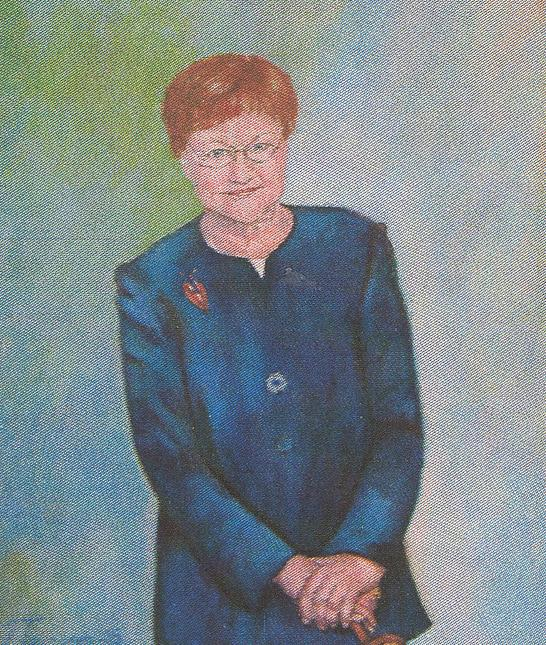
Präsident der Republik Finnland Tarja Halonen: Blick in die Globalisierung
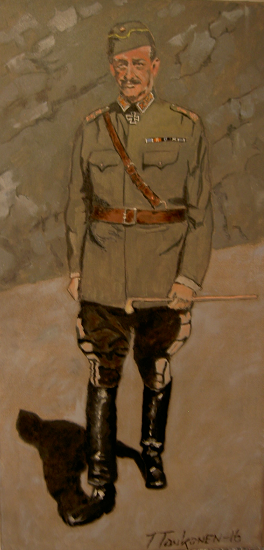
Carl Gustaf Emil Mannerheim Am Vorabend des 75. Geburtstags
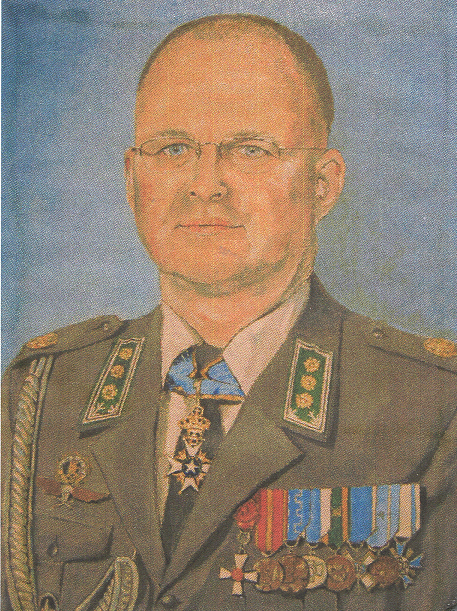
Oberst  Pertti Laatikainen
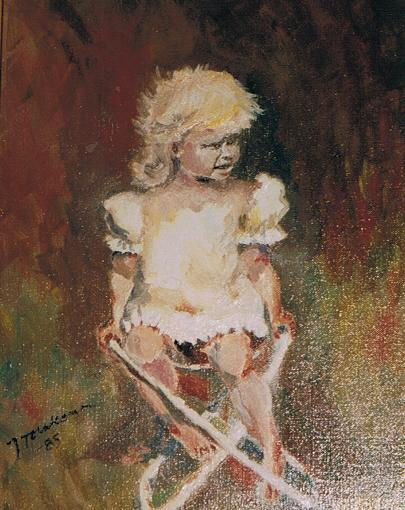
Mädchen im weissen Kleid
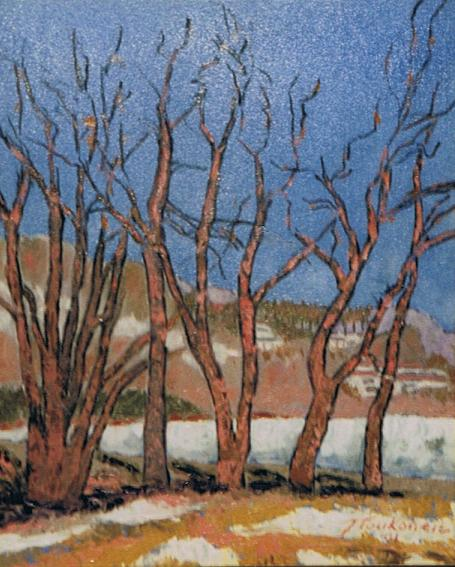
Das Ufer von Joutjärvi See
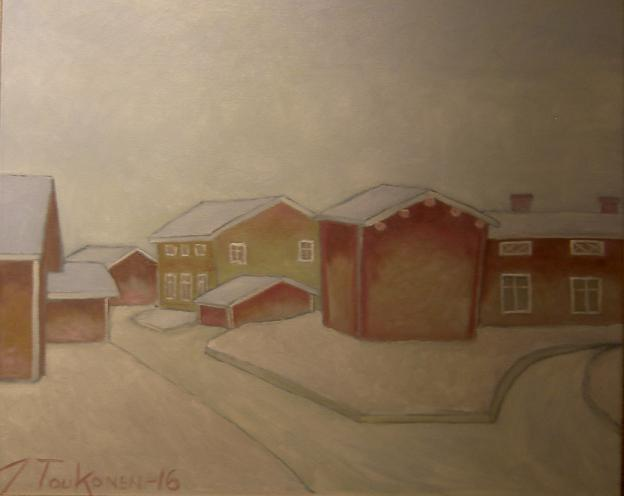
Blick vom Gutshof
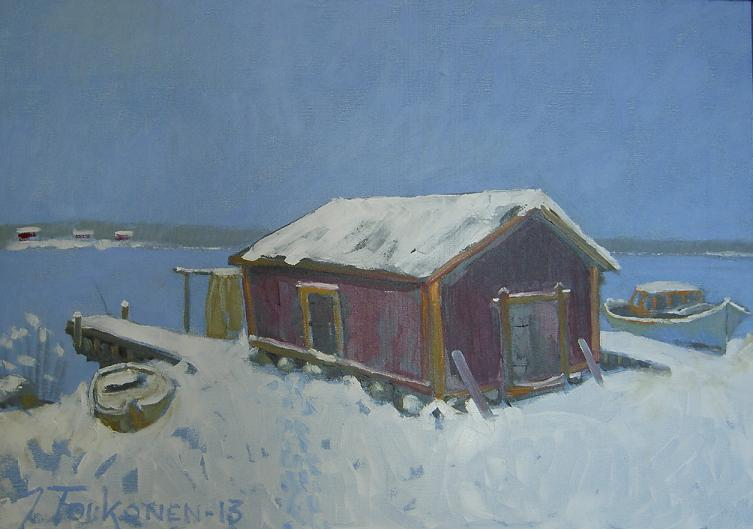
Nach dem Schneefall
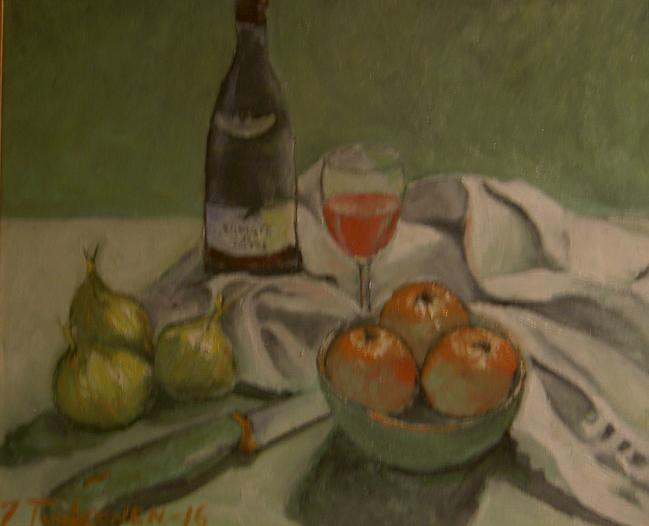
Still life: Sangue de Toro
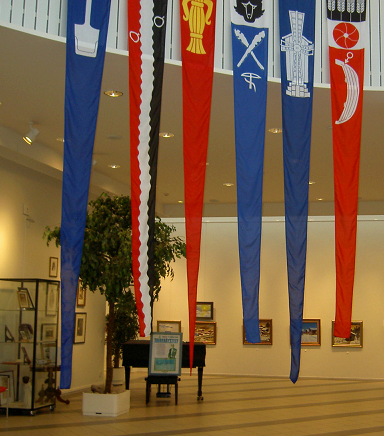
Hausherrwimpeln
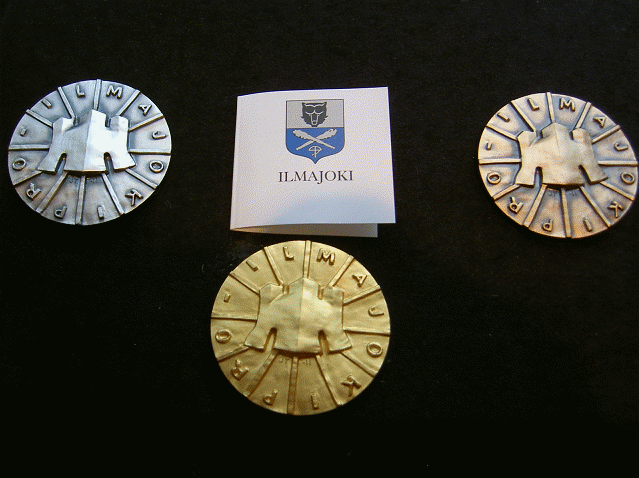
Medaillenserie Pro Ilmajoki
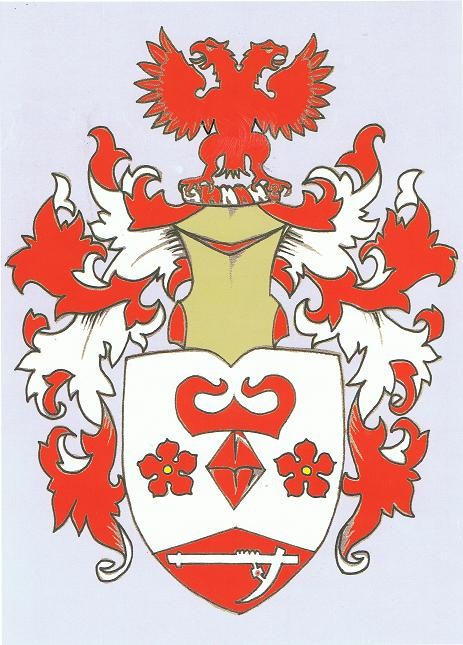
Wappen der Familie Topias Flinta